# Browar Mokrskich w Katowicach
Browar braci Mokrskich w Katowicach – zabytkowy kompleks dawnego browaru, znajdujący się w Katowicach przy ul. ks. bpa Herberta Bednorza 2a-6, na terenie dzielnicy Szopienice-Burowiec, założony w 1880 roku przez Petera Mokrskiego. Dawny browar zbudowany jest w styku historyzmu ceglanego z cegły klinkierowej Obecnie kompleks ten działa pod marką Browar Factory Centrum, w którym znajdują się biura oraz magazyny na powierzchni około 30 tys. m². Stanowi on siedzibę dla ponad 70 firm.
Na wewnętrznym dziedzińcu kompleksu znajduje się zieleniec z rzeźbami, w budynkach kompleksu organizowana jest również działalność artystyczna, a także prezentowana jest ekspozycja sztuki współczesnej.

## Historia

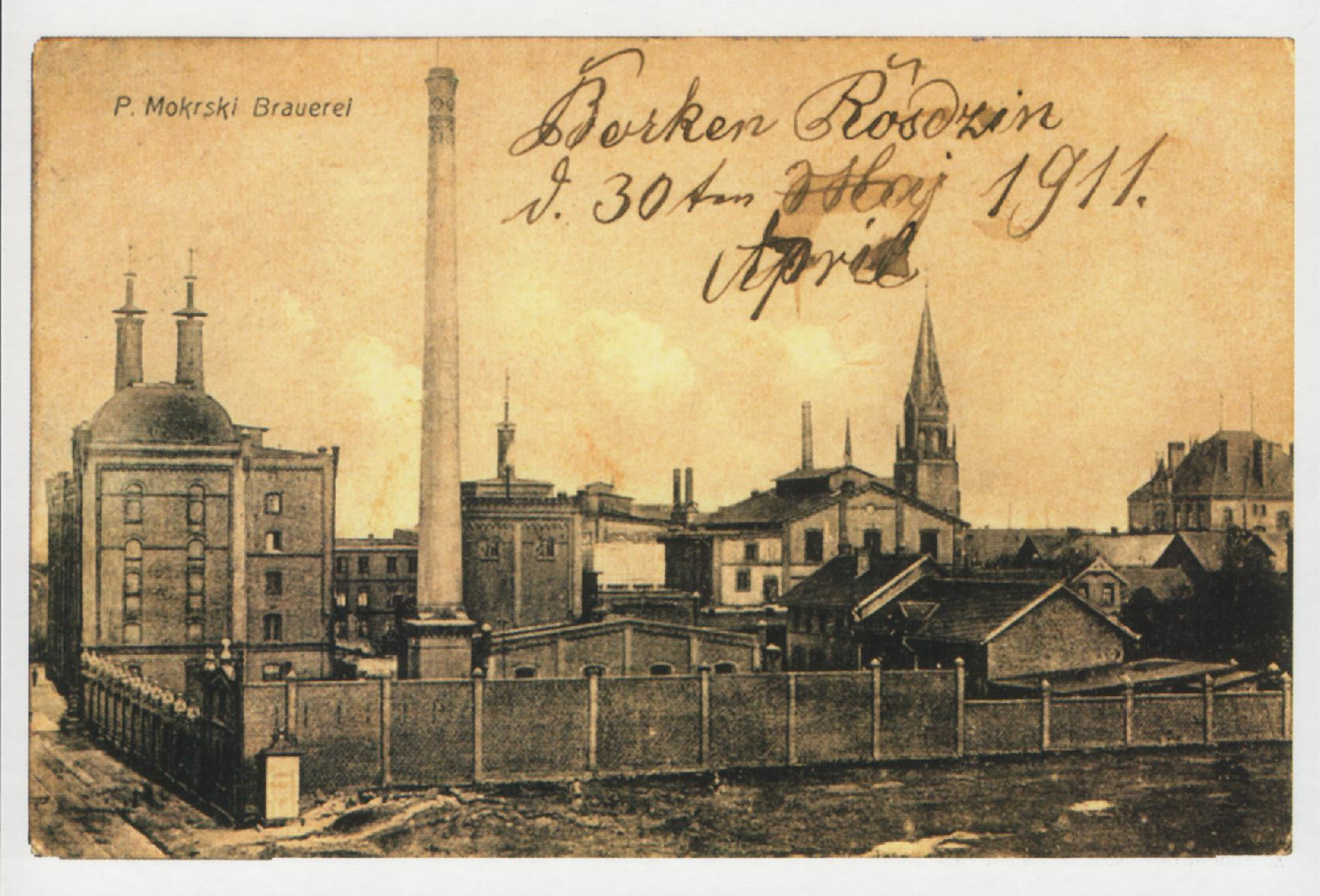
Kompleks browaru braci Mokrskich w 1911 roku

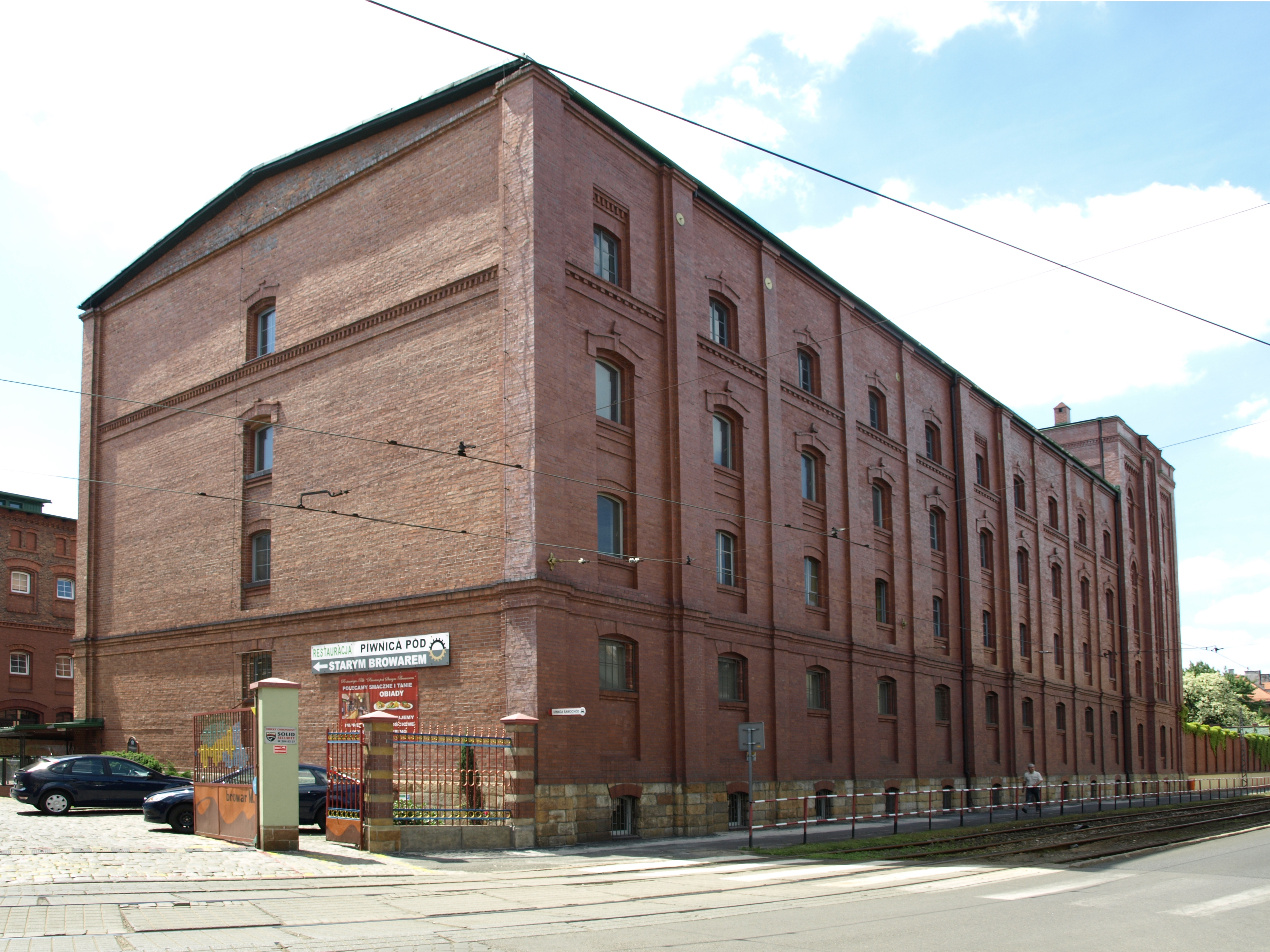
Fragment kompleksu od strony ul. Obrońców Westerplatte

W 1879 roku mieszkaniec Roździenia – Peter Mokrski zakupili gospodarstwo rolne przy granicy Roździenia z Szopienicami i już w 1880 roku założył on na tej realności, na południowym brzegu Brynicy, browar składający się z budynku warzelni oraz kotłowni. W 1890 roku został on rozbudowany o obiekty produkcyjne: słodownię, leżakownię i fermentownię. Z początkiem XX wieku wybudowano jeszcze kilka budynków gospodarczych. W tym czasie browar produkował piwo i słód oraz prowadził detaliczną sprzedaż piwa w parku przybrowarnianym, gdzie powstał budynek zakładowej restauracji.
W 1912 roku browar odziedziczyli spadkobiercy Petera Mokrskiego, a w sześć lat po tym, tuż po zakończeniu I wojny światowej został wykupiony przez konkurencyjną Oberschlesische Linderbrauerei Hochberg w Zabrzu i Tychach. W wyniku tych zmian własnościowych zaprzestano wytwarzania piwa, a jedynie prowadzono produkcję słodu. W 1923 roku został zakupiony przez Zakład Braci Porębskich Spółka Akcyjna z Krakowa. Zgodnie z umową zakupu nowy właściciel nie miał prawa prowadzić w tych zabudowaniach produkcji piwa. Wobec tego prowadzono tam produkcję słodu, konfekcjonowanie i sprzedaż obcego piwa oraz rozlewnię win i spirytusu. W 1937 roku firmę braci Porębskich postawiono w stan upadłości. W 1942 roku browar został znacjonalizowany, jednak już w 1947 roku adwokat braci Porębskich wystąpił o przywrócenie stanu prawnego sprzed 1939 roku, co też nastąpiło.
Do roku 1989 na terenie browaru mieściły się magazyny oraz siedziba firmy ELMET, po czym właściciele wypowiedzieli umowę dotychczasowemu użytkownikowi i w 1991 roku sprzedali obiekt Johannowi Brosowi. Zniszczony i częściowo wypalony, odzyskał swoją świetność dzięki przeprowadzonej rewitalizacji, przystosowując obiekt do funkcji biurowych i magazynowych. Adaptacji konserwatorskiej, polegającej na przywróceniu stanu pierwotnego i przystosowaniu do współczesnych wymogów, dokonała grupa osób pod kierunkiem Johanna Brosa i Moniki Pacy. Prace rewitalizacyjne prowadzone są od 1993 roku. Aktualnie browar, pod nazwą Factory Centrum, stanowi siedzibę kilkudziesięciu firm. Dysponuje on powierzchnią użytkową wynoszącą około 30 tys. m².